# Salmea
Salmea es un género de plantas fanerógamas perteneciente a la familia de las asteráceas.  Comprende 32 especies descritas y de estas, solo 12 aceptadas. Se distribuye desde México hasta Sudamérica y en las Antillas.

## Descripción
Son arbustos erectos, arqueados o escandentes, puberulentos en sus partes jóvenes, glabrescentes en la parte inferior. Hojas opuestas, ovadas, oblongas a lanceoladas, 4–12 cm de largo y 2–4 (–8) cm de ancho, ápice agudo o acuminado, base redondeada o cuneado-decurrente sobre el pecíolo, márgenes denticulados, coriáceas, una cresta de tejido conecta las bases peciolares alrededor de los tallos. Capitulescencias de cimas compuestas, sus ramas fuertemente aplanadas y casi aladas; capítulos discoides, en general muy numerosos, 4.5–7 mm de largo; involucros campanulados, 2.5–4 mm de largo; filarias en ca 3 series, ovadas a lanceoladas, mayormente agudas, puberulentas dorsalmente excepto en el ápice, ciliadas con tricomas claviformes pequeños; receptáculos ligeramente alargados; páleas carinadas, dorsalmente puberulentas, ca 4.5 mm de largo; flósculos  30 por capítulo, perfectos y fértiles, las corolas blancas, los lobos patentes y planos. Aquenios comprimidos, 1.5–2 mm de largo, negros, con cilios largos en los ángulos; vilano de 2 aristas iguales, 1–1.5 mm de largo, antrorsamente ancistrosas, frágiles, escamiformes.

## Taxonomía
El género fue descrito por Augustin Pyrame de Candolle y publicado en Catalogus plantarum horti botanici monspeliensis 140. 1813. La especie tipo es Salmea scandens (L.) DC.	

## Especies aceptadas
A continuación se brinda un listado de las especies del género Salmea aceptadas hasta julio de 2012, ordenadas alfabéticamente. Para cada una se indica el nombre binomial seguido del autor, abreviado según las convenciones y usos.
- Salmea caleoides Griseb.
- Salmea glaberrima Griseb.
- Salmea hirsuta (Sw.) DC.
- Salmea insipida (Jacq.) Bolick & R.K.Jansen
- Salmea oligocephala Hemsl.
- Salmea orthocephala Standl. & Steyerm.
- Salmea palmeri S.Watson
- Salmea pauciceps Griseb.
- Salmea petrochioides Griseb.
- Salmea scandens (L.) DC.
- Salmea sessilifolia Griseb.
- Salmea umbratilis B.L.Rob.